# Jiangsu Dragons
Les Jiangsu Dragons (en chinois : 江苏南钢龙) sont un club chinois de basket-ball basé à Nankin (Jiangsu). Le club évolue en Chinese Basketball Association, la ligue professionnelle de plus haut niveau en Chine.

## Palmarès
- Finaliste en 2005